# Peter Emerson

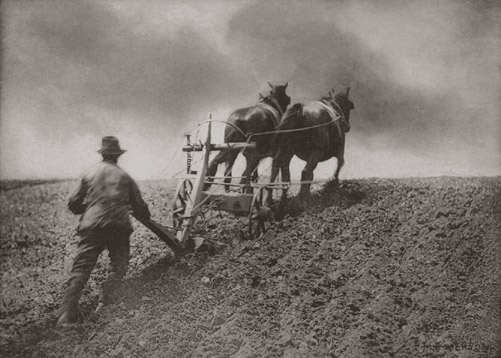
Peter Emerson, A Stiff Pull, ok. 1886

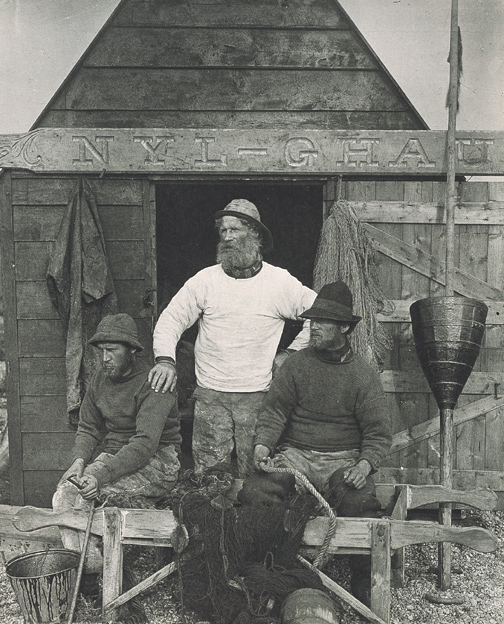
Peter Emerson, East Coast Fishermen, ok. 1886

Peter Henry Emerson (ur. 1856, zm. 12 maja 1936 w Falmouth) – brytyjski fotograf. Jego twórczość opierała się na naturalistycznych i dokumentalnych cechach fotografii.

## Życiorys
Urodził się na Kubie, jego matką była Brytyjka, ojcem Amerykanin. Ukończył studia w Clare College na Uniwersytecie Cambridge.
Był jednym z pierwszych fotografów, którzy fotografowali w plenerze. Sprzeciwiał się manipulacji obrazami polegającej na składaniu wielu fotografii w jeden obraz – technice wprowadzonej przez Oscara Gustave'a Reijlandera i Henry'ego Peach Robinsona. Niektóre fotografie Robinsona składały się z dwudziestu i więcej zdjęć, złożonych w jeden obraz. Ta technika pozwalała na tworzenie obrazów, które (zwłaszcza przy ówczesnym stanie techniki) nie mogłyby być zrobione w słabo oświetlonych pomieszczeniach oraz pozwalała na tworzenie dramatycznych w swoim wyrazie zdjęć alegorycznych. Emerson uważał tę technikę za oszustwo – wszystkie jego zdjęcia były zrobione za pomocą jednokrotnego naświetlenia. 
Emerson uważał, że fotografia powinna wiernie oddawać rzeczywistość – tak, jak postrzega ją ludzkie oko. Zgodnie ze współczesnymi mu teoriami fizycznymi, oznaczało, że zdjęcia powinny mieć dobrze określoną głębie ostrości, tj. fragment obrazu powinien być ostry, zaś reszta stopniowo rozmywać się. Postulował przy tym, aby fotografia była sztuką, a nie tylko rzemiosłem i rejestrowaniem rzeczywistości. 
W późniejszym okresie swojego życia uznał, że się mylił, że fotografia nie jest odpowiednim medium dla sztuki: aby nadać zdjęciu nowe znaczenie konieczna jest manipulacja przy negatywie, co sprawia, że dzieło przestaje być fotografią. W połowie lat 90. XIX w. Emerson porzucił fotografię. Przy tworzeniu obrazów do książek On English Lagoons (1893) i Marsh Leaves (1895) wykorzystał stworzoną przez siebie technikę fotowytrawiania. 